# Sasquatch (Band)
Sasquatch ist eine Stoner-Rock-Band, die 2000 in Philadelphia gegründet wurde. Beeinflusst wird Sasquatch von Metal, Rock und psychedelischer Musik, wie z. B. Black Sabbath, Melvins, Soundgarden, Corrosion of Conformity, Mountain und Grand Funk Railroad.
Die Band zog 2001 nach Los Angeles, nachdem sich Keith Gibbs (Gitarre, Gesang) mit den aus Detroit stammenden Rick Ferrante (Schlagzeug) und Clayton Charles (Bass) zusammengetan hatte. Nach Claytons Weggang im Jahr 2007 rekrutierten die Jungs den Chicagoer Jason Casanova (Behold! The Monolith, Tummler), um sich ihnen anzuschließen. Mit dem 2017er Album Maneuvers wechselte das Line-up der Band erneut. Rick Ferrante wurde durch den Bostoner Craig Riggs am Schlagzeug ersetzt.

## Diskografie

### Alben
- 2004: Sasquatch (Small Stone Records)
- 2006: II (Small Stone Records)
- 2010: III (Small Stone Records)
- 2013: IV (Small Stone Records)
- 2017: Maneuvers (Mad Oak Records)
- 2021: Sasquatch (Mad Oak Records; Vinyl-Reissue)
- 2022: Fever Fantacy (Mad Oak Records)

### Singles
- 2017: Rational Woman (Selbstveröffentlichung)